# Колумбія (Міссурі)
Колумбія (англ. Columbia, вим. kəlʌmbiə) — місто (англ. city) в США, адміністративний центр округу Бун, п'яте за розміром місто штату Міссурі, найбільше з міст Середнього Міссурі.. Населення — 126 254 особи (2020). Це головний муніципалітет Великої Колумбії, регіону з населенням у 164 283 особи.
Тут розташований Університет Міссурі. Понад половину жителів Колумбії мають ступінь бакалавра, і не менше чверті мають повну вищу освіту, включаючи вищі академічні ступені, завдяки чому місто займає 13-е місце в США за освіченістю своїх жителів.

## Географія
Колумбія розташована за координатами 38°56′53″ пн. ш. 92°19′34″ зх. д. / 38.94806° пн. ш. 92.32611° зх. д. (38.947939, -92.326097). За даними Бюро перепису населення США в 2010 році місто мало площу 164,20 км², з яких 163,37 км² — суходіл та 0,84 км² — водойми.

## Демографія
Згідно з переписом 2010 року, у місті мешкало 108 500 осіб у 43 065 домогосподарствах у складі 21 418 родин. Густота населення становила 661 особа/км². Було 46758 помешкань (285/км²).
Расовий склад населення:
| - 79,0 % — білих - 11,3 % — чорних або афроамериканців - 5,2 % — азіатів - 0,3 % — корінних американців - 0,1 % — вихідців з тихоокеанських островів - 1,1 % — осіб інших рас |

До двох чи більше рас належало 3,1 %. Частка іспаномовних становила 3,4 % від усіх жителів.
За віковим діапазоном населення розподілялося таким чином: 18,8 % — особи молодші 18 років, 72,7 % — особи у віці 18—64 років, 8,5 % — особи у віці 65 років та старші. Медіана віку мешканця становила 26,8 року. На 100 осіб жіночої статі у місті припадало 93,6 чоловіків; на 100 жінок у віці від 18 років та старших — 91,1 чоловіків також старших 18 років.
Середній дохід на одне домашнє господарство становив 66 798 доларів США (медіана — 44 907), а середній дохід на одну сім'ю — 94 250 доларів (медіана — 75 846). Медіана доходів становила 43 700 доларів для чоловіків та 38 589 доларів для жінок. За межею бідності перебувало 24,4 % осіб, у тому числі 17,6 % дітей у віці до 18 років та 4,6 % осіб у віці 65 років та старших.
Цивільне працевлаштоване населення становило 62 233 особи. Основні галузі зайнятості: освіта, охорона здоров'я та соціальна допомога — 38,3 %, мистецтво, розваги та відпочинок — 12,9 %, роздрібна торгівля — 12,7 %.

## Міста-побратими
- Кутаїсі, Грузія
- Хакусан, Японія
- Сібіу, Румунія
- Сунчхон, Республіка Корея
- Лаошань, Циндао, Китай

## Відомі люди
- Вільям Сміт (1933—2021) — американський актор.